# Георгиевское Гирло
Георгиевское Гирло (рум. Brațul Sfântu Gheorghe) — наиболее южный и мелководный из трёх основных рукавов дельты Дуная (наряду с Килийским и Сулинским гирлами).
В древности называлось Иэрон-Стомион (греч. Ιερον Στομιον, то есть Священное устье Византийские греки именовали его уже как Агиос-Георгиос (греч. Αγιος Γεωργιος) — Святой Георгий, откуда и происходит его сегодняшнее имя.
Георгиевское Гирло полностью находится на территории Румынии, протекает от мыса Георгиевский Чатал и до Чёрного моря у мыса Сфынтул-Георге.
Длина гирла — 109 км, ширина до 400—500 м. Из-за мелководности и извилистости рукава судоходство развито менее, чем в Килийском или Сулинском гирлах.
Развито рыболовство.